# Проспект Героїв Харкова
Проспект Героїв Харкова — найдовша вулиця в Харкові, довжиною понад 18 км. Бере початок з центру міста від майдану Конституції та закінчується після перетину з окружною автодорогою (біля Дробицького яру). Уздовж Проспекту Героїв Харкова розташовано житлові масиви Нові Будинки, ХТЗ, Рогань та Обрій. Безліч великих підприємств міста побудовано вздовж проспекту, який за радянської доби часто називався «алея гігантів».

## Назва
Своєю назвою проспект зобов'язаний героям, захисникам Харківщини під час повномасштабної російсько-української війни.
Колишня назва проспекту зобов'язана старій дорозі на Москву, вздовж якої він і забудовувався. З плином часу проспект подовжувався, займаючи територію спочатку старої Московської дороги (XVII — сер. XIX ст.), а потім Чугуївської дороги, яка пізніше стала Чугуївським шосе (сер. XIX ст. — сер. XX ст., у 1936 р. пролягала від кагатів Харнарпіта — сьогодні це в районі вул. Харківських дивізій, ці склади займають торгові організації, починаючи від супермаркету «Клас» на Московському проспекті — до плиткового комбінату).
Протягом свого існування нинішній проспект складався з кількох вулиць, котрі змінювали свої назви. До 1919 року складався з трьох частин: Московська вулиця (від Миколаївської площі до моста через річку Харків), Старо-Московська вулиця (від Харківського мосту до Кінної площі, згодом мала назву вул. Броненосця «Потьомкіна») та Корсиківська вулиця (від Кінної площі до річки Немишлі поблизу чавунно-ливарного заводу Вестберг — за сучасними назвами це від майдану Захисників України до проспекту Льва Ландау). 20 грудня 1919 року Московська вулиця була перейменована у вулицю 1-го Травня. 20 вересня 1936 року вул. 1-го Травня, Броненосця «Потьомкіна», Корсиковська та Чугуївське шосе були об'єднані в проспект Сталіна. Рішенням Міськуправи від 7 вересня 1942 року в час німецької окупації проспект знову розбитий на вул. Московська, Старо-Московська і Корсиківська. Після звільнення повернуто ім'я Сталіна. З 5 листопада 1961-го по 11 травня 2022 року проспект мав назву — Московський проспект. З 2022 року має свою сучасну назву — Проспект Героїв Харкова.

## Адміністративно-територіальний поділ
Проспект Героїв Харкова перетинає майже все місто із заходу на схід, проходячи через 6 міських районів. Непарний бік проспекту від площі Конституції до Харківського моста належить Київському району. До Салтівського району відноситься сквер БК ХЕМЗ і сама будівля будинку культури, розташована по парній стороні, і всі будівлі по непарній стороні від Харківського мосту до вулиці Енергетичної (район станції метро «Турбоатом» та заводу Турбоатом). До Основ'янського району відноситься парний бік проспекту від площі Конституції до площі Захисників України. Від площі Захисників України до вулиці Енергетичної будови парної сторони належать до Слобідського району. Територію Немишлянського району проспект перетинає починаючи з вулиці Енергетичної та закінчуючи вулицею Північною (район станції метро «Ім. Масельського» та заводу ХТЗ). Від вулиці Північної та до виїзду з міста проспект проходить по території Індустріального району.

## Історія
Вулиця спочатку являла собою дорогу на Москву, що виникла одразу ж при будівництві Харківської фортеці. Дорога починалася від Московської проїзної вежі та йшла до дерев'яного мосту через річку Харків. Наприкінці XVII століття за рікою перебувала застава від чуми. Забудова початку сучасної вулиці, розташованої на Подолі на захід від річки, йшла протягом XVII — XVIII ст. У 1830—1840-ві роки XVIII ст. почалося заселення східного берега річки — Захаркова. Московська вулиця проходила в низинній частині міста біля річки. На вулиці при в'їзді в місто були зведені великі кам'яні тріумфальні ворота.

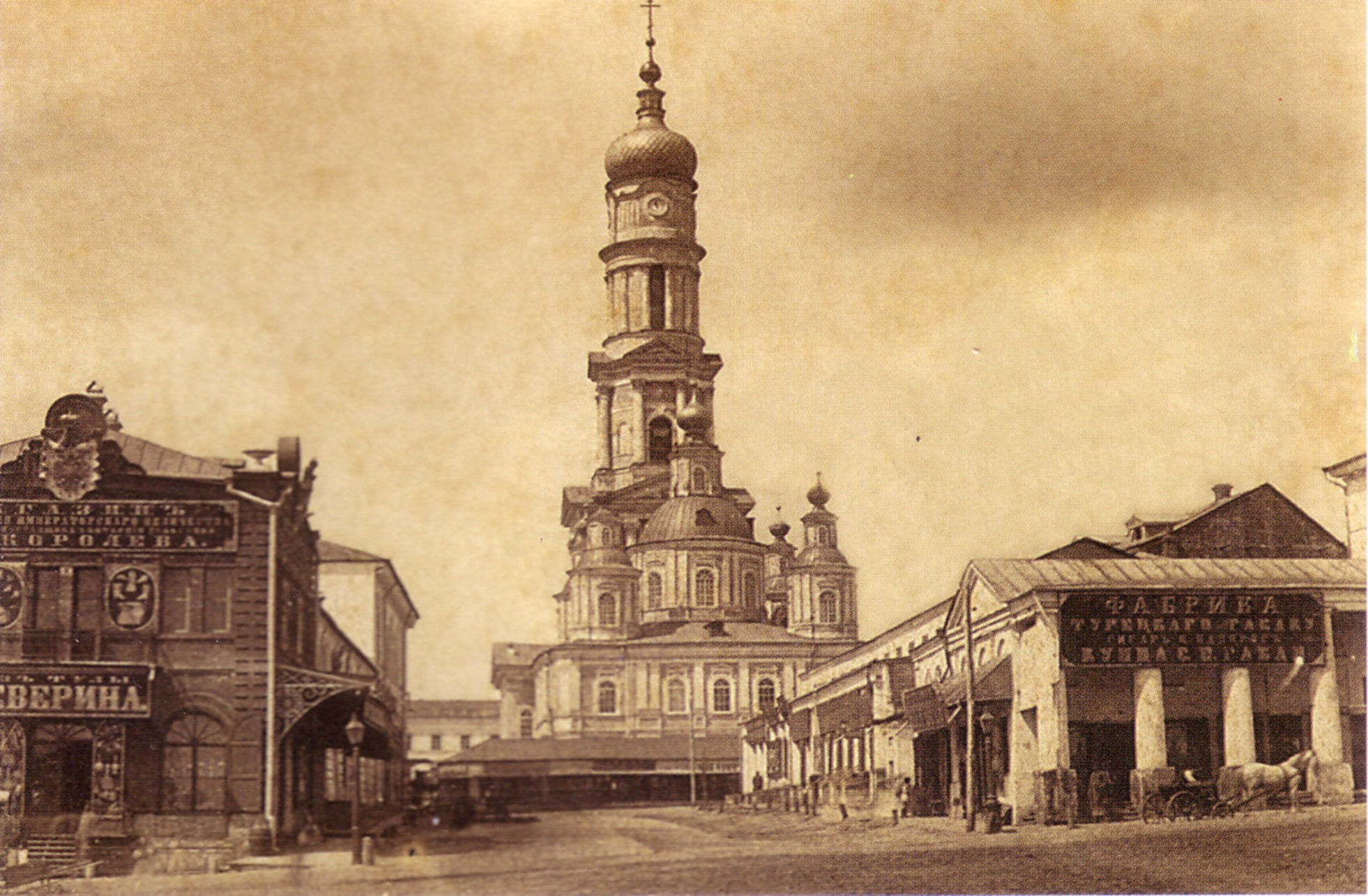
Вид з Московської вулиці на Успенський собор. Фото 1860-х років.

У 1837 році почалися масштабні роботи з реконструкції Московської вулиці — від Миколаївської площі (нинішній майдан Конституції) до моста замостили вулицю кругляком, по обом бокам вулиці вперше в місті проклали кам'яні тротуари. Також були прокладені водостоки та вкопані дві підземні дерев'яні труби для відводу дощових вод. У 1840 році зробили освітлення вулиці з використанням 38 масляних ліхтарів, розміщених на високих дерев'яних стовпах. Ліхтарі спочатку запалювали лише з вересня по травень в найтемніші безмісячні або похмурі ночі з таким розрахунком, щоб їх запалювати лише половину ночей на місяць.
У 1845 році в будівлі біля Харківського мосту на східному березі річки була відкрита Перша харківська чоловіча гімназія (будинок № 26). У 1851 році почав роботу механічний завод Едельберга (будинок № 24). 1861 року в районі Кінної площі відкрився чавуноливарний завод Вестберг. У 1871 році було зроблено газове освітлення всієї Московської вулиці, а також ділянки Старомосковської вулиці до Михайлівської площі. У 1877 році в будівлі на Вознесенській площі розпочалося навчання в реальному училищі.
У 1879 році на розі Московської вулиці київський революціонер-терорист Григорій Гольденберг застрелив харківського генерал-губернатора князя Дмитра Кропоткіна. Гольденберг скочив на підніжку карети князя, вистрілив у вікно, в упор, зіскочив та зник. Цей замах зробив вирішальний вплив на рішення Народної волі про вбивство царя Олександра II 1 березня 1881.
1882 року було засновано завод сільськогосподарських машин та знарядь. У 1883 році пустили лінію конки, що проходила від будівлі біржі на Миколаївській площі до Кінної вулиці (нині вулиця Богдана Хмельницького). Наприкінці XIX ст. була повністю осушена ділянка Московської вулиці перед Харківським мостом, куди стікали дощові води з більшої частини нагорного центру, шляхом створення системи підземних керамічних труб.
Першим кінотеатром, що з'явився на Московській вулиці став «Аполло», відкритий 20 жовтня 1907 року за адресою вул. Московська, 8. Його власником був продюсер та прокатник Дмитро Іванович Харитонов. З невеликою перервою в тому ж році відкрився кінотеатр «Модерн» (вул. Московська, 6), а потім та «Весь світ» (вул. Московська, 15). В дореволюційний період також були відкриті «Ілюзія» (вул. Московська, 4), «Метеор» (вул. Московська, 8), «Мішель» (вул. Московська, 6) та «Помпей» (вул. Московська, 32).
|                           |                            |
| Фотографія початку XX ст. | Фотографія початку XXI ст. |

На початку XX століття в районі Кінної площі було побудовано ряд кам'яних споруд. Навпроти площі були споруджені казарми для Тамбовського полку. У 1903 році споруджено харківський Народний дім. Народний дім мав два зали і бібліотеку. У 1910 році побудовано невеликий стадіон, на якому в 1911 році пройшла перша в місті міжнародна футбольна зустріч з англійським клубом, на якій перемогу здобула збірна Харкова. У 1915 році було засновано Харківський електромеханічний завод, побудований на базі евакуйованого з Риги у зв'язку з Першою світовою війною заводу Всесвітньої електричної компанії (ВЕК).
23 березня 1919 конка була повністю закрита. 23 жовтня 1923 року закінчено переобладнання та проведена електрифікація колишній лінії конки по вулицях 1 травня та Старомосковській до Кінної площі. Кінцеву станцію на лінії перенесли з площі далі в східному напрямку до будівлі колишнього Народного дому. Відкрито маршрут № 6А «площа Рози Люксембург — Червонозаводський робочий театр». У 1926 році трамвайний маршрут № 6 «площа Рози Люксембург — Іванівка» об'єднано з маршрутом № 6А. Новий маршрут отримав № 6. У 1927—1928 роках було здійснено перешивання лінії на Московському проспекті з вузькою (1000 мм) на широку колію (1524 мм). 10 листопада 1927 року побудовано ще одну невелику ділянку трамвая від залізничної лінії в районі заводу «Серп та молот» до заводу «ХЕМЗ». Після будівництва Корсиковського шляхопроводу у 1928 році побудовану ділянку з'єднали з основною трамвайною мережею і в липні нею були пущені змінені маршрути № 4 «Новоселівка — вулиця Заїківська, вулиця Корсиковська — Заводи» та № 6 «Холодна гора — Центр — Заводи».
У листопаді 1922 року «Товариство М. Гельферіх-Саде» було перетворено в державний завод сільськогосподарського машинобудування «Серп та молот». 13 листопада 1923 року було створено Харківський велосипедний завод імені Петровського. У квітні 1929 року, в районі нинішнього перетину з проспектом 50-річчя СРСР, почалося будівництво турбогенераторного заводу імені Кірова, що завершилося в 1934 році. 1930 року біля залізничної станції Лосєве, що знаходилася у той час за межами міста Харкова, почалося будівництво Харківського тракторного заводу, яке було завершено 26 вересня 1931 року. У 1933 році було засновано завод «Кондиціонер». У 1935 році біля тракторного заводу було побудовано Харківський ордена Жовтневої Революції верстатобудівний завод імені Косіора, який почав виробництво 1 січня 1936.
У лютому 1930 року розпочалося будівництво лінії трамвая по проспекту в напрямку Харківського тракторного заводу, що закінчилося 30 липня 1931 року відкриттям лінії по проспекту Сталіна від ХЕМЗа до перетину із залізничною лінією біля споруджуваного тракторного заводу (район нинішнього Лосєвського шляхопроводу та станції метро «Ім. Масельського»). При цьому був відкритий маршрут № 18 «Заводи — ХТЗ». 1 жовтня 1931 року лінія була продовжена до кінцевої «ХТЗ». У 1934 році трамвайні маршрути № 4 та 6 були продовжені від ХЕМЗ до Турбінного заводу, де в районі нинішнього перетину з проспектом Льва Ландау було побудовано оборотний трикутник. У 1940 році в районі Селекційної станції було побудовано додаткове розворотне коло з кінцевою «Нові будинки», куди були продовжені маршрути № 4, 6 і 16.
Під час Другої світової війни промислові підприємства, розташовані на проспекті, були евакуйовані. Після закінчення війни почалося відновлення старих заводів та будівництво нових, відновлення мостів та інфраструктури міського електротранспорту. 30 серпня 1943 року було відновлено Харківський міст, 19 серпня 1944 року відбудовано Корсиковський шляхопровід. У 1946 році повністю відновлено турбінний завод, побудовано завод важкого машинобудування «Електроважмаш» та введений в стрій плитковий завод. У листопаді 1947 році почав роботу підшипниковий завод.
14 серпня 1948 по проспекту Сталіна від Вірменського провулка через Харківський міст до вулиці Євгенії Бош (нинішня Богдана Хмельницького) було побудовано тролейбусну лінію, по якій пустили маршрут № 3 "Вокзал — Театр " Перемога "". У грудні 1949 було побудовано ділянку від перехрестя з вулицею Броненосця «Потьомкін» до Велозаводу. У 1950 році лінію було продовжено до перехрестя з вулицею Енергетичної, куди були продовжені маршрути № 3 «Вокзал — ХТГЗ» і 4 «Міськпарк — ХТГЗ». 22 серпня 1953 року було відкрито ділянку трамвайної лінії від тракторного заводу до плиткового. По ній пущені змінені маршрути № 9 «Вокзал — Плитковий завод» та № 20 «Міськпарк — Плитковий завод». У 1954 році завершено будівництво нового бетонного мосту через річку Харків. У 1959 році тролейбусна лінія на проспекті продовжена від «ХГТЗ» далеко на схід до вулиці Плиткової.
У 1968 році на проспекті було відкрито на той час найбільший у місті універмаг «Харків», розташований в районі площі Захисників України.
23 серпня 1975 року при відкритті першої пускової ділянки Холодногірсько-Заводської лінії Харківського метрополітену на проспекті відкрилася перша станція метро — «Московський проспект». Станція розташовується в районі заводу «Турбоатом» і перетину з проспектом 50-річчя СРСР. 23 серпня 1978 року при відкритті другої пускової ділянки Холодногірсько-Заводської лінії на проспекті відкрилися ще 5 станцій: «Комсомольська» (нині «Палац Спорту» при перетині з проспектом Петра Григоренка), «Армійська» (перетин з вулицею Ощепкова), «Індустріальна» (нині «Імені Масельського», розташована біля Лосєвського шляхопроводу), «Тракторний завод» (перетин з проспектом Архітектора Альошина) та «Індустріальна» (перетин з вулицею Роганською).
1 січня 1981 року було закрито рух трамваїв по Московському проспекту від кінцевої «Нові будинки» до проспекту Тракторобудівників. 1 червня 1988 року для розширення проїжджої частини за рішенням міськвиконкому № 111 від 12 квітня 1988 цю ділянку було демонтовано.
6 грудня 1995 року при пуску першої черги Олексіївської лінії метро було відкрито станцію «Площа Повстання», що розташована при перетині Московського проспекту та площі Повстання, вулиць Броненосця Потьомкіна та Молочна.
8 травня 1996 року почалася експлуатація тролейбусної лінії від вулиці Плиткової до мікрорайону Горизонт. Нею пущений маршрут № 46 «Вулиця 12 квітня — Мікрорайон „Горизонт“».
З 15 липня 1999 року було припинено рух трамваїв на ділянці від вулиці Морозова до кінцевої «Нові будинки» і було розпочато демонтаж колій.
23 червня 2004 року Харківська міськрада затвердила генеральний план міста Харкова до 2026 року. Згідно з цим документом на Московському проспекті планувалося побудувати дворівневі розв'язки на перетинах з вулицею Академіка Павлова, бульваром Богдана Хмельницького, проспектом Архітектора Альошина та вулицею Плитковою. Також планувалося побудувати додатковий виїзд з мікрорайону Обрій і в районі ХТЗ та Рогані забудувати частину санітарної лісосмуги, розташованої на південь від проспекту, висотними житловими будинками.

## Будівлі

### XVIIIст.— перша половина XXст.

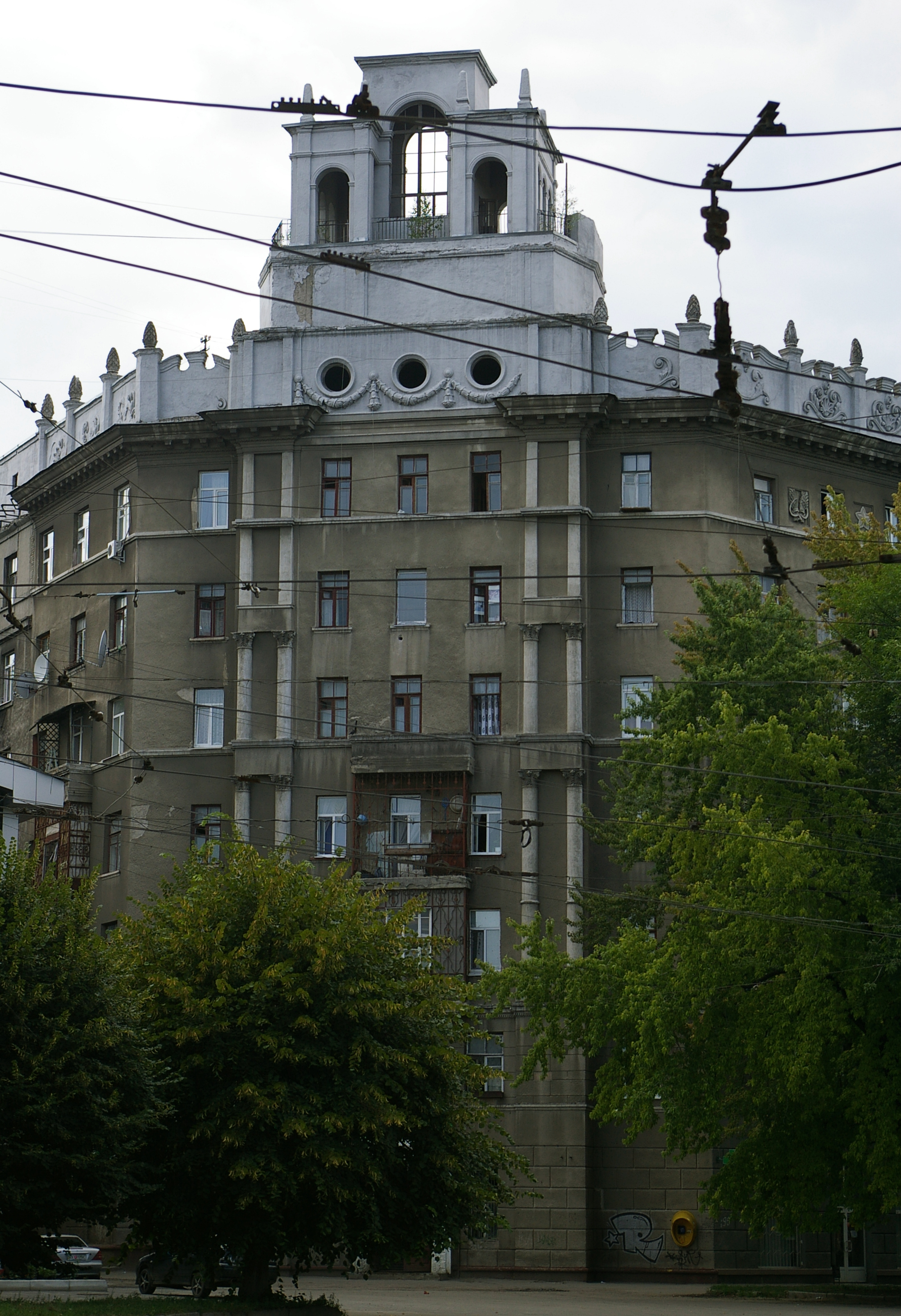
Будинок № 96.

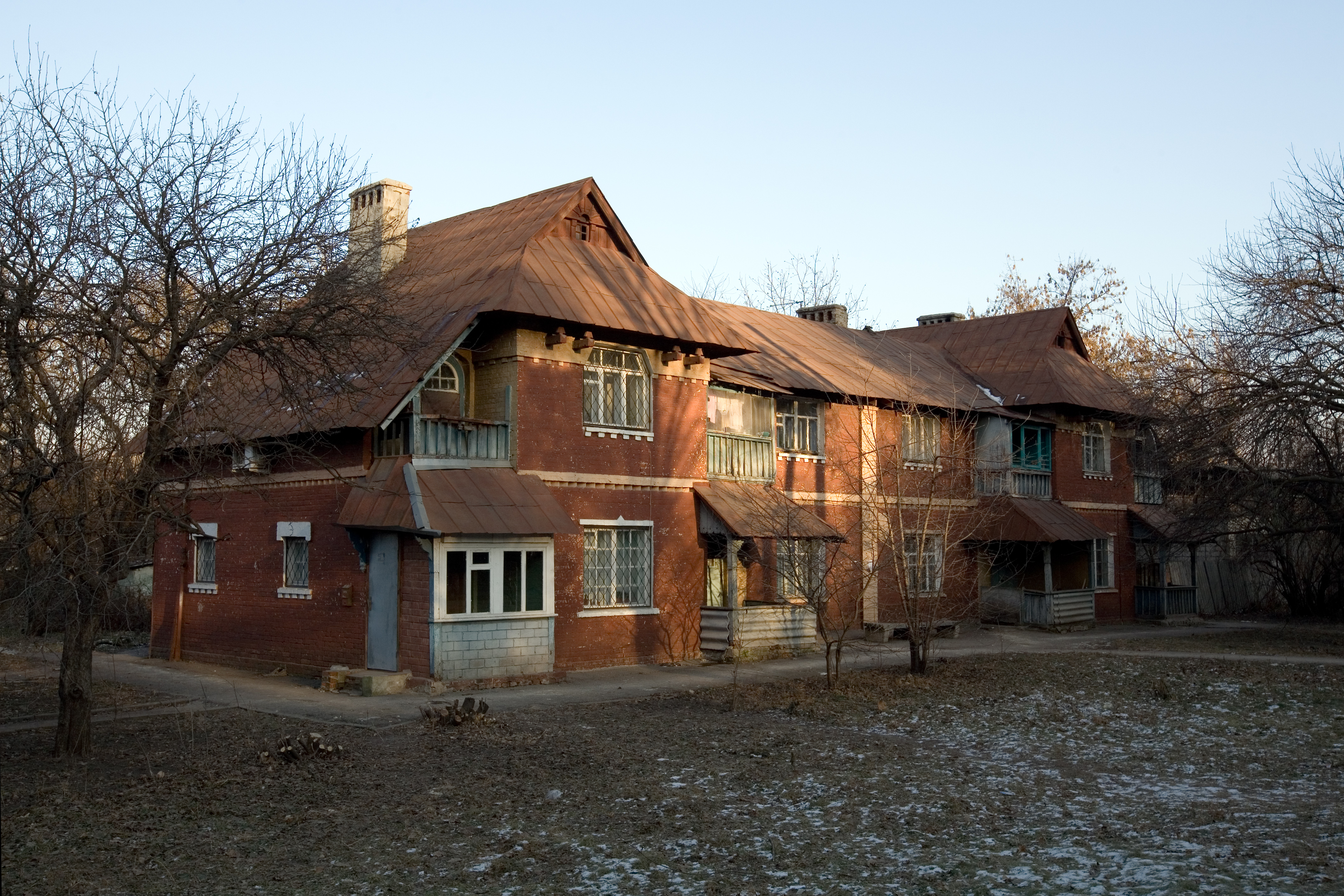
Один зі збережених котеджів.

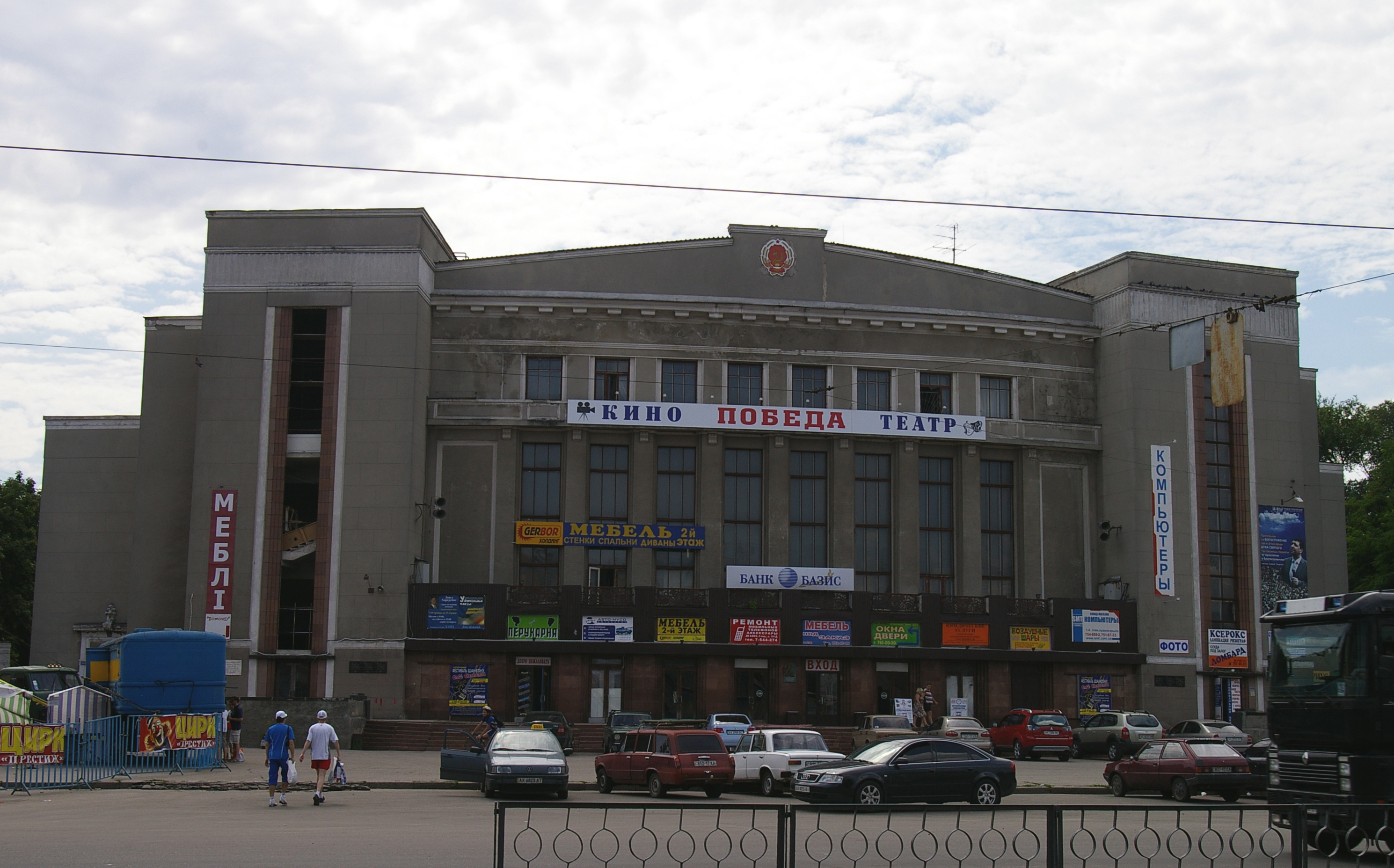
Палац культури ХЕМЗ

Будинки, які мають історичне або архітектурне значення, побудовані впродовж XVIII — першої половини XX ст:
- Будинок № 1 (№ 12 по майдану Конституції). Будівля розташована на розі майдану Конституції та проспекту Героїв Харкова. На цьому місці існував одноповерховий дерев'яний будинок XVIII століття — «братський двір», що належав Успенському собору. Будівлю було розламано в 1837 році і на її місці було побудовано балаган з лавками, який простояв до знесення в 1844 році за наказом губернатора Муханова. На його місці було вирішено побудувати новий кам'яний будинок. Спочатку планувалося побудувати двоповерховий будинок з розміщенням на першому поверсі магазинів, а на другому квартир для соборного причта. Надалі ж було вирішено побудувати більш місткий чотириповерховий будинок з підвалом. Будівництво почалося в 1845 і закінчилося в 1849 році. У 1900 році будівлю було реконструйовано.
- Будинок № 7. Пам'ятка архітектури Харкова (далі п/а). Арх. Тервен Л. К. Побудований 1907 року. Спочатку використовувався як житловий будинок. На даний момент в ньому розташований Державний обласний архів.
- Будинок № 9/1. П/а. Двоповерховий житловий будинок, побудований в 1809 році. Зовнішній вигляд будівлі змінився порівняно з початковим.
- Будинок № 17. П/а. Арх. невідомий. Житловий будинок. Початок XX століття.
- Будинок № 24. П/а. Арх. Ашитков М. І. Будівля Першої чоловічої гімназії, побудована на колишній Старомосковській вулиці на східному березі річки Харків. У більшості джерел вказується, що її було зведено у 1845 році[2][14][15] , за іншими ж — набагато раніше в 1814 році. Раніше на цьому місці наприкінці XVIII — початку XIX ст. був кам'яний поштовий двір. Двоповерховий будинок гімназії витриманий в стилі російського ампіру, піддавався декільком реконструкціям з метою збільшення місткості, внаслідок чого розширювався в бік річки, вздовж проспекту та вглиб двору. Вулиця, що проходить по набережній, отримала назву Гімназичної (нині Гімназійна набережна). На даний момент в будівлі знаходиться Харківський індустріально-педагогічний технікум.
- Будинок № 33. П/а. Арх. Загоскін І. І.. Житловий будинок. Побудований у 1913 році.
- Будинок № 36. П/а. Арх. Тон А. А.. Житловий будинок, побудований у 1838 році.
- Будинок № 37. П/а. Арх. Стрижевський Г. Я. Ремісниче училище. Побудовано у 1894 році. На даний момент в ньому знаходиться 6-а стоматологічна поліклініка Московського району.
- Будинок № 41. П/а. Арх. Загоскін І. І. Житловий будинок. Побудований у 1913 році
- Будинок № 44. П/а. Житловий будинок, побудований у 1838 архітектором А. А. Тоном. При реконструкції, проведеній у 1911 році архітектором Дашкевичем М. І., фасад було прикрашено скульптурними медальйонами, розташованими між вікнами другого поверху. Будинок виконаний в стилі російського класицизму.
- Будинок № 45. П/а. Перше реальне училище побудовано у 1877 році архітектором Толкуновим на Вознесенській площі (нині майдан Фейєрбаха). Через деякий час після спорудження будівлі з боку двору була прибудована домова церква. Триповерховий будинок витриманий в стилі класицизму з використанням середньовічних романо-готичних форм. Вікна будівлі обрамлені тонкими колонами з кубічними капітелями, над ламаним карнизом розташований парапет зі стовпами. Викладання в училищі велося в підготовчому класі та шести основних. Крім того, був ще й додатковий сьомий клас, призначений для підготовки до вступу у вищі навчальні заклади. На цей момент в будівлі знаходиться Технічний університет сільського господарства.
- Будинок № 46. П/а. Житловий будинок кінця XIX ст.
- Будинок № 52. П/а. Житловий будинок початку XX ст.
- Будинок № 58. П/а. Житловий будинок кінця XIX ст.
- Будинок № 60. П/а. Житловий будинок (будувався як прибутковий будинок. Побудований у 1907 році.
- Будинок № 72. П/а. Арх. Ломаєв І. А., Загоскін І. І. Житловий будинок. Побудований у 1912 році.

- Будинок № 94. П/а. Спочатку на цьому місці у 1902 році було споруджено на благодійні кошти Народний дім. Народний дім в Харкові було споруджено третім в країні після будівництва подібних будівель в Нижньому Новгороді та Санкт-Петербурзі. Будинок мав два зали, в яких проходили концерти та читалися лекції, бібліотеку-читальню, вечірні школи та драматичний гурток. У народному домі бував Костянтин Сергійович Станіславський. Також кілька разів виступав оперний співак Федір Іванович Шаляпін. У 1931 році після сильної пожежі будівлю було знесено. У 1938 році на цьому місці було побудовано новий кам'яний будинок. Спочатку в будівлі знаходився оперний Червонозаводський театр. У 1963 році було проведено реконструкцію будівлі. Після реконструкції будівля стала палацом культури Харківського електромеханічного заводу (БК ХЕМЗ). У палаці культури є зал на 1800 осіб і кінозал на 500 глядачів.
- Будинок № 124. П/а. Житловий будинок у робітничому кварталі «Червоний луч». Побудований у 1929 році.
- Будинок № 131. П/а. Військова казарма побудована у 1900 році для Тамбовського 122-го піхотного полку. Будівництво казарми обійшлося місту в суму близько 90 тисяч рублів. У радянський час Харківське училище тилу. Знесено влітку 2011 року[16].
- Будинки № 141 і 143. П/а. Арх. Троценко В. К. у колективі авторів. Котеджі робітничого селища. Всього було побудовано 35 подібних будинків. У стилі будівель архітектори спробували відбити традиції українського народного зодчества, застосували нескладну різьбу на дерев'яних огорожах ґанків та невеликих балконів. Надалі ці два будинки було вирішено не зносити, а залишити як пам'ятки архітектури 20-х років XX століття.
- Будинок № 142. П/а. Арх. Сердюк Є. Н., Харманський З. Ю. Комплекс двоповерхових будівель «Селекційна станція» побудований у 1909—1911 році. Будівлі виконані в стилі українського модерну. На даний момент в будівлях знаходиться Інститут рослинництва імені В. Я. Юр'єва НААН України.
- Будинок № 145. П/а. Арх. Каляновський В. І. Жіноча лікарня «Жіноча допомога» побудована у 1901 році. На даний момент в будівлі знаходиться міський пологовий будинок № 2 ім. Гельфериха, а також кафедра акушерства та гінекології Харківського інституту удосконалення лікарів.
- Будинок № 191. П/а. Житловий будинок. Побудований у 1927 році в стилі конструктивізму.
- Будинки № 195 та № 197. П/а. У будинку № 195 розташовувалася Миколаївська лікарня, побудована в 1895—1900 роках. У той час вона розташовувалася на околиці міста. Спочатку, лікарня була розрахована на 100 ліжок. Будинок № 197 побудований як «Зразкова робоча поліклініка» або «Палац санітарної освіти» в 1925—1927 роках (арх. В. А. Естрович, О. В. Лінецький, виконавець проекту О. І. Неровецький[17]). Триповерхова будівля витримана в стилі, близькому до класицизму. Потужний ризаліт має п'ять аркових прорізів на першому поверсі та чотири колони на верхніх двох. Над трикутним фронтоном, прикрашеним ліпленням, розташований купол. На даний момент обидва будинки продовжують виконувати функції лікувальних корпусів Харківської міської клінічної багатопрофільної лікарні № 17 (№ 195) та 2-ї міської клінічної лікарні (№ 197).
- Будинок № 275. П/а. Головна контора ХТЗ. Побудована у 1931 році. У 1950 році проведено реконструкцію.

### Друга половина XXст.

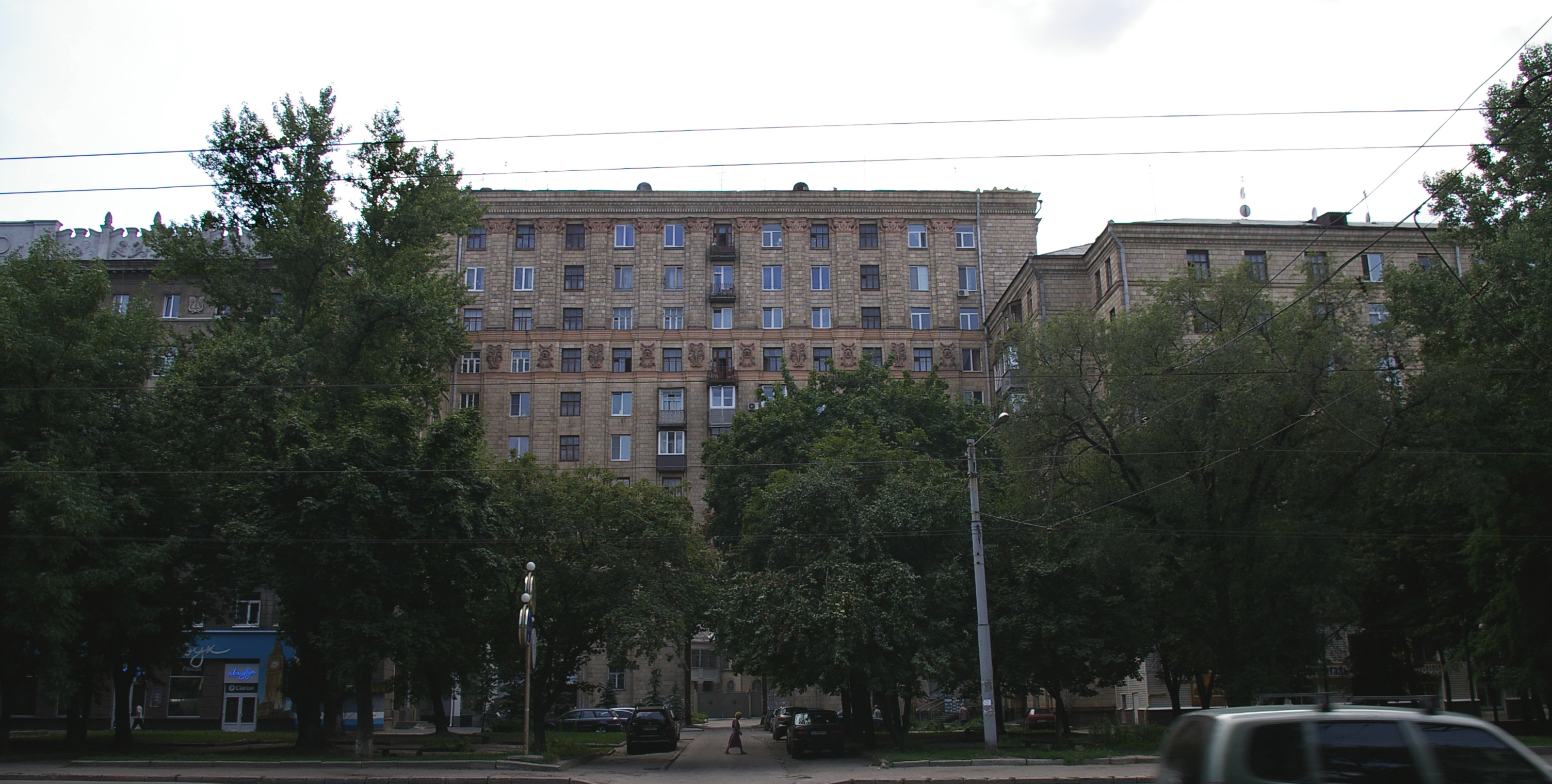
Будинок № 96-А.

Під час Другої світової війни початок проспекту, розташований в історичному центрі міста, сильно постраждав. На місці зруйнованих та пошкоджених будівель центру міста в 50-ті роки були побудовані будинки № 2, 3, 5, 10, 12 і 27. Комплекси житлових будинків № 40—42 та № 96—96а, зведені на західному березі річки Харків, будувалися одночасно з перебудовою центру із застосуванням тих же стильових прийомів:
- Будинок № 2/2. Житловий будинок побудований впродовж 1954—1967 років. Великий семиповерховий будинок з вбудованими магазинами на першому поверсі займає цілий квартал між Майданом Конституції, Московським проспектом, провулком Короленка та Вірменським провулком.
- Будинок № 3. Житловий будинок побудовано у 1952 році, архітектори — Д. Г. Торубаров та В. С. Донський. Восьмиповерховий будинок має двоповерховий рустований цоколь. Верхній поверх виконаний у вигляді мансарди. При оформленні використовувалися українські національні мотиви.
- Будинок № 5. Житловий будинок, побудований у 1954 році, архітектор Є. О. Любомілова. Виконаний в подібному до будинку № 3 стилі, але більш спрощений і без мансарди. Балкони, що починаються з третього поверху, прикрашені ліпними українськими орнаментами.
- Будинки № 10 та 12. Архітектори: буд. № 10 — В. Векслер, № 10 — В. М. Кваша. Південна чотириповерхова частина будинку (№ 12) була побудована у 1953 році, північна п'ятиповерхова (№ 10) побудована у 1954 році. Будинок споруджено в спрощеному стилі класицизму. Будівля будувалася для харківського відділення Всесоюзного державного проектного інституту Атомтеплоелектропроект.
- Будинок № 27. Житловий будинок побудовано у 1956 році для робітників Харківського заводу транспортного машинобудування імені В. О. Малишева. Архітектори — П. І. Русінов, Я. І. Лівшиць. П'ятиповерховий будинок має рустований високий перший поверх. Середня частина семиповерхова з арочним проїздом у двір. Починаючи з другого поверху будівлю облицьовано керамічною плиткою під тесаний камінь. Два верхніх поверхи середньої частини та еркери крил прикрашені пілястрами. Будівлю побудовано на площі перед Харківським мостом на розі з Харківською набережною. За попереднім планом архітекторів на іншій стороні площі, забудованої дво- триповерховими будинками, для симетрії мали побудувати такі ж за стилістикою та обсягом будівлі, але дані плани не були здійснені.
- Будинок № 40/42. Житловий п'ятиповерховий будинок побудований у 1953 році. Розташований в місці примикання до проспекту вулиці Богдана Хмельницького. Фасади прикрашені декоративним ліпленням із стилістикою українського народного орнаменту. Високий кам'яний парапет виконаний в стилі бароко.
- Будинок № 75 — Харківський регіональний інститут державного управління Національної академії державного управління при Президентові України (колишній Будинок політичної освіти). Побудований у 1979 році. Частково зруйнований під час російського обстрілу 18 березня 2022 р.[18]

- Будинки № 96 і 96а. П/а, колектив авторів. Комплекс житлових будинків. Будинок семиповерховий і має баштоподібну надбудову на розі. Сходові клітини розташовані в арочних нішах. Висота пілястр убуває з кожним поверхом. У будинку високий та ошатний парапет з ліпними прикрасами. Будинок № 96а дев'яти-одинадцятиповерховий з арочним проїздом у двір. Двоярусні пілястри прикрашені ліпними гербами та капітелями[14].

### Храми
За часів Російської імперії в місцях перетину зі Старомосковською вулицею стояли великі кам'яні храми. При міських навчальних закладах споруджувалися будинкові церкви. При реальному училищі з двору було прибудовано домову церкву. Перша чоловіча гімназія також мала свій домовий храм, облаштований у 1845 році. У казармі Тамбовського полку було побудовано військову домову церкву в 1901 році. На території Миколаївської лікарні впродовж 1895—1907 років за проектом Немкіна було побудовано Миколаївську церкву. Після приходу до влади більшовиків окремі храми були зруйновані, а будинкові церкви, вбудовані в будівлі, були переобладнані.
Вознесенський храм. Розташовувався на Вознесенській площі. Перша згадка про дерев'яний Вознесенський храм відноситься до 1687 року. Другий дерев'яний храм на цьому місці було освячено в 1733 році. Між 1780—1785 роками він згорів. У 1794-му на замін згорілого було побудовано великий трьохпрестольний дерев'яний храм з кам'яним фундаментом. У 1862 році храм разом з іконостасом було продано для розбирання та подальшої установки в селі Валківського повіту. У 1863-му закладено новий кам'яний трьохпрестольний храм. Будівництво завершилося 1876 року. Лівий престол освячений на честь святого євангеліста Іоанна Богослова, головний престол — на честь Вознесіння Господнього, Правий престол — на честь святого великомученика Пантелеймона. Храм мав п'ять куполів та високу дзвіницю.
Михайлівський храм. Розташовувався на Михайлівській площі. Дерев'яний Михайлівський храм було побудовано в 1711 році. 10 вересня 1783 року було закладено новий кам'яний храм. Будівництво завершилося через чотири роки і 6 вересня 1787 року церкву було освячено. Зі старого храму в новий було перенесено іконостас. Старий храм не зносили і поки не було побудовано нову дзвіницю, користувалися дзвіницею дерев'яної церкви. Пізніше було вирішено розширити храм і впродовж 1794—1795 років йшло будівництво притвору із західного боку і кам'яної дзвіниці. У 1797 році церковний двір обнесли дерев'яним парканом. Лівий престол трьохпрестольного храму освячений на честь святого великомученика Георгія Побідоносця, головний престол — на честь святого Архистратига Михаїла, правий престол — на честь святих рівноапостольних Костянтина та Ольги.
Храм Святого Духа. Кам'яний трипрестольний храм на Кінській площі побудовано в 1854 році. Лівий престол освячений на честь святого Василія Великого, головний престол — на честь зішестя Святого Духа, правий престол — на честь святих Андріана та Наталії.

## Пам'ятники

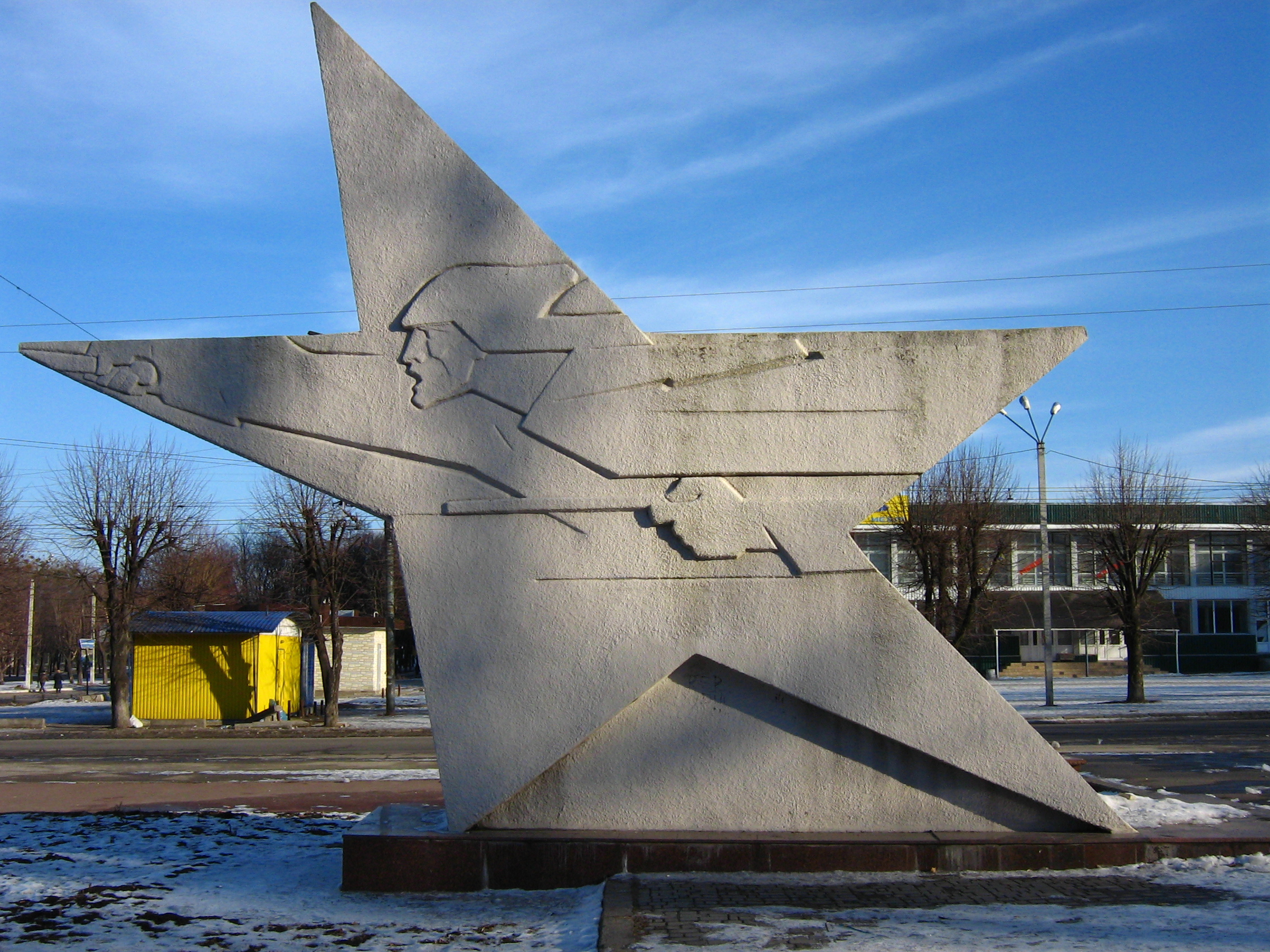
Пам'ятник у формі зірки, на честь воїнів Червоної армії, розташований на перетині проспекту Героїв Харкова та вулиці Харківських дивізій (1973).

У сквері майдану Героїв Небесної Сотні раніше була розташована могильна плита начальника харківської Червоної гвардії в 1917—1918 роках, члена Військової ради Донецько-Криворізької республіки, більшовика Миколи Олександровича Руднєва. У 2017 році, було виявлено, що могили на цьому місці немає.
У грудні 1959 року на цій площі біля проспекту Героїв Харкова навпроти будівлі Технічного університету сільського господарства було встановлено пам'ятник. Бронзова статуя встановлена на постаменті з чорного полірованого граніту. На постаменті напис українською мовою: «Героєві Громадянської Війни Миколі Руднєву — трудящі Харківщини». У квітні 2015 року пам'ятник знесено.

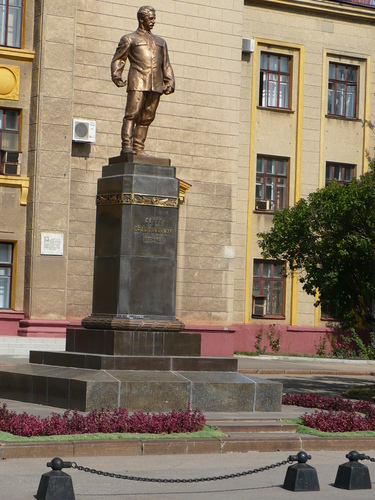
С. Орджонікідзе перед ХТЗ.

У 1956 році на площі перед головною конторою Харківського тракторного заводу, на самому початку проспекту Серго Орджонікідзе було відкрито пам'ятник радянському державному та партійному діячеві Григорію Костянтиновичу Орджонікідзе (1886—1937 рр). Бронзова статуя встановлена на постаменті з сірого граніту.
У квітні 2015 року пам'ятник знесено.
До 300-річчя з дня заснування Харкова на основних дорогах при виїзді до міста споруджувалися пілони. На Московському проспекті теж були побудовані два пілони — по одному з кожного боку дороги.
Впродовж 1990—2000-х років на 9 гектарах в урочищі, розташованому в місці перетину проспекту Героїв Харкова з окружною автодорогою, будується Меморіал жертв геноциду «Дробицький Яр». Він розташований на місці масових розстрілів цивільного населення, здійснених нацистськими військами в 1941—1942 роках. За даними Державного архіву Харківської області, було розстріляно близько 16—20 тисяч осіб. Були побудовані такі об'єкти, як знак менора, автодорога до меморіального комплексу, алея, пам'ятник-монумент та Траурний зал з Чашею скорботи.
На перехресті проспекту та вулиці 12 квітня на місці бараків, в яких розташовувалося єврейське гетто, 30 квітня 1992 року була споруджена стіна плачу. 2 травня 2000 року її було реконструйовано. Там же 9 вересня 1995 року було встановлено пам'ятний знак «Рятівникам — праведникам світу».

## Шляхопроводи
Харківський міст — побудований з бетону через річку Харків у 1954 році. Відкриття мосту приурочено з нагоди 300-річчя Переяславської ради, що знайшло відображення в оформленні мосту. Його прикрашено скульптурами на гранітних постаментах, розташованих на західному березі. Одна з скульптурних груп символізує єдність українського та російського народів. Поруччя та стовпи для освітлення (чотири стовпи з кожного боку) відлили з чавуну. Міст розташований низько над водою, має дві додаткові опори на річці. Мостом здійснюється двосторонній рух автотранспорту. Посередині мосту прокладена трамвайна лінія.
Корсиковський шляхопровід був побудований через Балашовську лінію залізниці спочатку у 1928 році. Після боїв німецько-радянської війни його довелося будувати заново. Новий міст споруджено у 1944 році. Шляхопроводом здійснюється двосторонній рух автотранспорту з трамвайною лінією посередині.
Салтівський шляхопровід — дворівнева розв'язка з проспектом Льва Ландау споруджена в районі станції метро «Турбоатом». Проспект Льва Ландау проходить по мосту над проспектом Героїв Харкова.
Лосєвський шляхопровід — побудований у 1955 році районі заводу «Південкабель» та станції метро «Імені Масельського» проходить над залізницею та має вигляд з'їзду з проспекту Тракторобудівників на проспект Героїв Харкова в бік центру міста.
Шляхопровід через залізничну лінію в районі плиткового заводу. Шляхопроводом здійснюється двосторонній рух автотранспорту.
Дворівнева розв'язка з Харківською окружною дорогою. Окружна дорога проходить по чотирьохсмуговому мосту над проспектом. У цьому місці проспект закінчується.

## Транспорт
Проспект Героїв Харкова — одна з найважливіших транспортних магістралей міста. Проспектом проходить безліч маршрутів міського громадського транспорту. Уздовж проспекту Героїв Харкова з північної сторони проходить залізнична лінія, що побудована для обслуговування великих промислових підприємств, розташованих уздовж проспекту. З проспекту здійснюється виїзд з міста на Харківську окружну дорогу та автошлях міжнародного значення М03E40 у напрямку Донбасу та Ростова-на-Дону.
Паралельно проспекту Героїв Харкова проходить Холодногірсько-Заводська лінія Харківського метрополітену, зі станціями:
- «Турбоатом»;
- «Палац Спорту»;
- «Армійська»;
- «Імені Масельського»;
- «Тракторний завод»;
- «Індустріальна».

На початку проспекту біля майдану Конституції розташований пересадковий вузол між Холодногірсько-Заводською та Салтовською лініями метрополітену, що складається зі станцій «Майдан Конституції» та «Історичний музей». В районі майдану Захисників України на Олексіївської лінії розташована однойменна станція метро «Захисників України».
Наземний міський транспорт:
- трамвайні маршрути № 5, 6, 8, 23, 26, 27;
- тролейбусні маршрути № 3, 7, 13, 20, 31, 36, 45, 46;
- автобусні маршрути № 9, 11т, 14т, 15Е, 15т, 102е, 121е, 137е, 147е, 205е, 211т, 214т, 216т, 227т, 131п, 234е, 242е, 249е, 251е, 251т, 259е, 259т, 261е, 261т, 262е, 262т, 267т, 276т, 284т.

Приміський транспорт розташовується навколо пересадкових вузлів, утворених на двох останніх станціях метро Холодногірсько-Заводської лінії:
- «Тракторний завод», залізнична станція Лосєве І та зупинка приміських автобусів, яка обслуговує найближче передмістя (Вільхівка, Верхня Роганка, Затишне, Кулиничі, Логачівка, Хроли тощо)[23];
- «Індустріальна», залізнична станція Лосєве ІІ та автостанція № 6 «Заводська», що обслуговує Старосалтівський та Чугуївський напрямки[24].

## Промисловість та наука

### Великі промислові підприємства

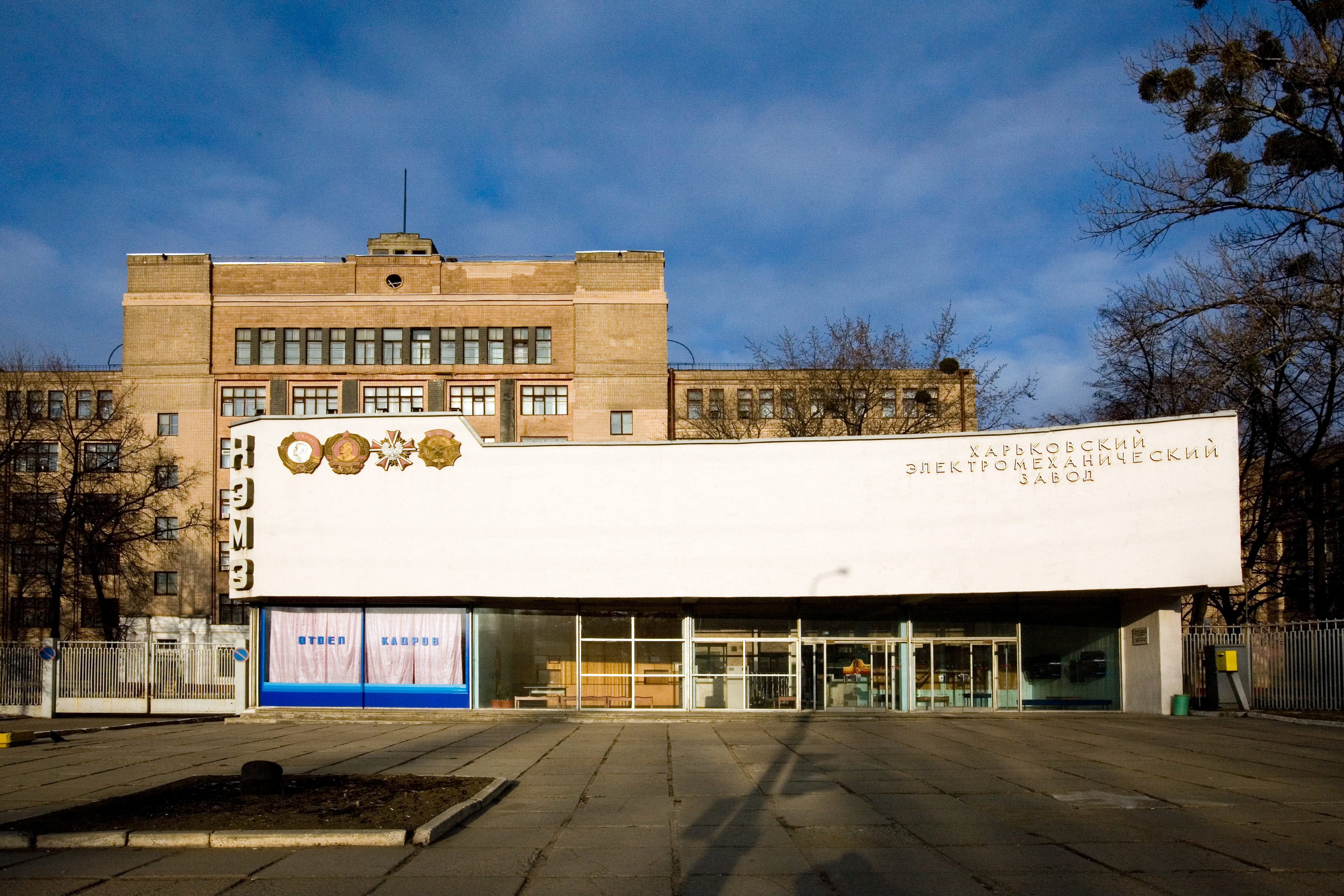
Прохідна заводу ХЕМЗ.

Уздовж проспекту Героїв Харкова розташовано багато великих харківських підприємств та організацій. За це в радянський час він часто називався «алея гігантів».
Харківський велосипедний завод («ХВЗ», просп. Героїв Харкова, 118). З моменту заснування в 1923 році й до початку Другої світової війни випустив більше 1 млн велосипедів. У 1941 року було евакуйовано до Бухари. У післявоєнні роки відновлено і в 1980-і роки виробничі потужності доведено до 1 млн велосипедів на рік. Випускав велосипеди різних марок, в тому числі «Україна», «Супутник» та «Турист». У 1990-ті роки різко скоротилося виробництво.
Харківський електромеханічний завод («ХЕМЗ», просп.. Героїв Харкова, 199). Був заснований у 1915 році на базі евакуйованого з Риги у зв'язку з війною заводу Всесвітньої електричної компанії. Завод спеціалізується на виробництві великих електричних машин, електродвигунів до 100 кВт, тиристорних електроприводів, різноманітного низьковольтного та високовольтного устаткування.
Турбоатом (просп. Героїв Харкова, 199). Розпочато спорудження заводу у 1934 році. У 1935 році випущено першу парову турбіну. Після відновлення в 1940-ві роки, завод продовжив випуск турбін великої потужності. З 1953 року освоєно випуск турбін для гідроелектростанцій. Надалі почалися поставки турбін для атомних електростанцій.
Електроважмаш (просп. Героїв Харкова, 299). Завод заснований у 1946 році. До 1980-х років став одним з найбільших в радянській електротехнічної промисловості, був найважливішим в СРСР виробником потужних турбогенераторів для теплових та атомних електростанцій, гідрогенераторів вертикального, горизонтального та капсульного виконання для звичайних та гідроакумулюючих гідроелектростанцій, великих електричних машин та тепловозного електроустаткування.
Будинок преси (просп. Героїв Харкова, 247). Поліграфічний комбінат «Соціалістична Харківщина» будувався протягом 1968—1975 років. Два корпуси відведено під друкарні. В чотирнадцятиповерховому головному корпусі розташовувалися редакції обласних газет та Харківська обласна організація Спілки журналістів.
Харківський завод металоконструкцій (просп. Героїв Харкова, 251). Утворений у 1947 році. Спеціалізація підприємства — металоконструкції для промислового будівництва.
Завод «Кондиціонер» (просп. Героїв Харкова, 257). Заснований у 1933 році, випускав сантехніку та опалювально-вентиляційне обладнання. З 1960 року розпочато випуск кондиціонерів великої продуктивності. Центральними кондиціонерами виробництва харківського заводу були обладнані всі метрополітени країни, Кремлівський Палац з'їздів та Великий театр. Після розвалу СРСР завод збанкрутував.
Харківський тракторний завод («ХТЗ», просп. Героїв Харкова, 275). Будівництво почалося у 1930 році. У 1937 році були випущені перші гусеничні трактори. Під час війни було евакуйовано до міста Рубцовськ, де на його базі створений Алтайський тракторобудівний завод. У післявоєнні роки завод швидко відновили і вже у 1948 році він досяг довоєнного рівня виробництва. 16 червня 1982 заводом був випущений двомільйонний трактор.
Харківський верстатобудівний завод (просп. Героїв Харкова, 277). Побудований у 1936 році, спочатку виробляв як кругло, так і радіально-свердлильні верстати. Після Другої світової війни було відновлено і спеціалізовано на виробництві різних модифікацій круглошліфувальних верстатів. Одне з провідних верстатобудівних підприємств СРСР.
Харківський плитковий завод (просп. Героїв Харкова, 297). Будівництво заводу розпочато у 1936 році, а закінчено лише в 1946. У 1973 році завод випустив свій 100-мільйонний квадратний метр плитки. Завод випускає облицювальні, фасадні, метлаські плитки. У вересні 2007 року підприємство першим серед плиткових заводів країн СНД почало виробляти керамічні плитки одинарного випалу (монокоттура).
Історичні:
Завод Гельферіх-Саде, в радянський період — Моторобудівний завод «Серп та Молот» (просп. Героїв Харкова, 183). Заснований у 1882 році для виробництва сільськогосподарських машин. У 1918 році завод націоналізовано, а в листопаді 1922 року «Товариство М. Гельферіх-Саде» було перейменовано в «Серп та молот». У 1941 році було евакуйовано на Урал. У післявоєнний час завод відновлено та спеціалізовано на випуску тракторних та комбайнових двигунів, що дозволило повністю припинити їх випуск на ХТЗ та Волгоградському тракторному заводі. 3 жовтня 2005 суд визнав завод банкрутом. На колишній території заводу планується розмістити торговельно-офісні, житлові, виробничі, складські та розважальні об'єкти. Частина заводських будівель буде знесена, а частина піддана реконструкції.

### Науково-дослідні інститути та конструкторські бюро
На проспекті Героїв Харкова розташований цілий ряд науково-дослідних інститутів: Інститут рослинництва ім. Юр'єва Української академії наук України (пр. Героїв Харкова, 142), Український державний інститут з проєктування заводів важкого машинобудування (пр. Героїв Харкова, 151), НДІ статистики Державного комітету статистики України (пр. Героїв Харкова, 204/2), Науково-дослідний інститут-полігон мобільної техніки (пр. Героїв Харкова, 275) та Науково-виробниче об'єднання НДІ «Кондиціонер» (пр. Героїв Харкова, 257). Також на проспекті знаходяться Особливе конструкторське бюро комплектних пристроїв (пр. Героїв Харкова, 138А) та Дослідно-конструкторське бюро шліфувальних верстатів (пр. Героїв Харкова, 277).

## Соціальна сфера

### Охорона здоров'я
На проспекті розташовані такі державні лікувальні установи:
- 6-та стоматологічна поліклініка Салтівського району (будинок № 37). Будівлю побудовано в 1894 році, спочатку в ній розміщувалося ремісниче училище.

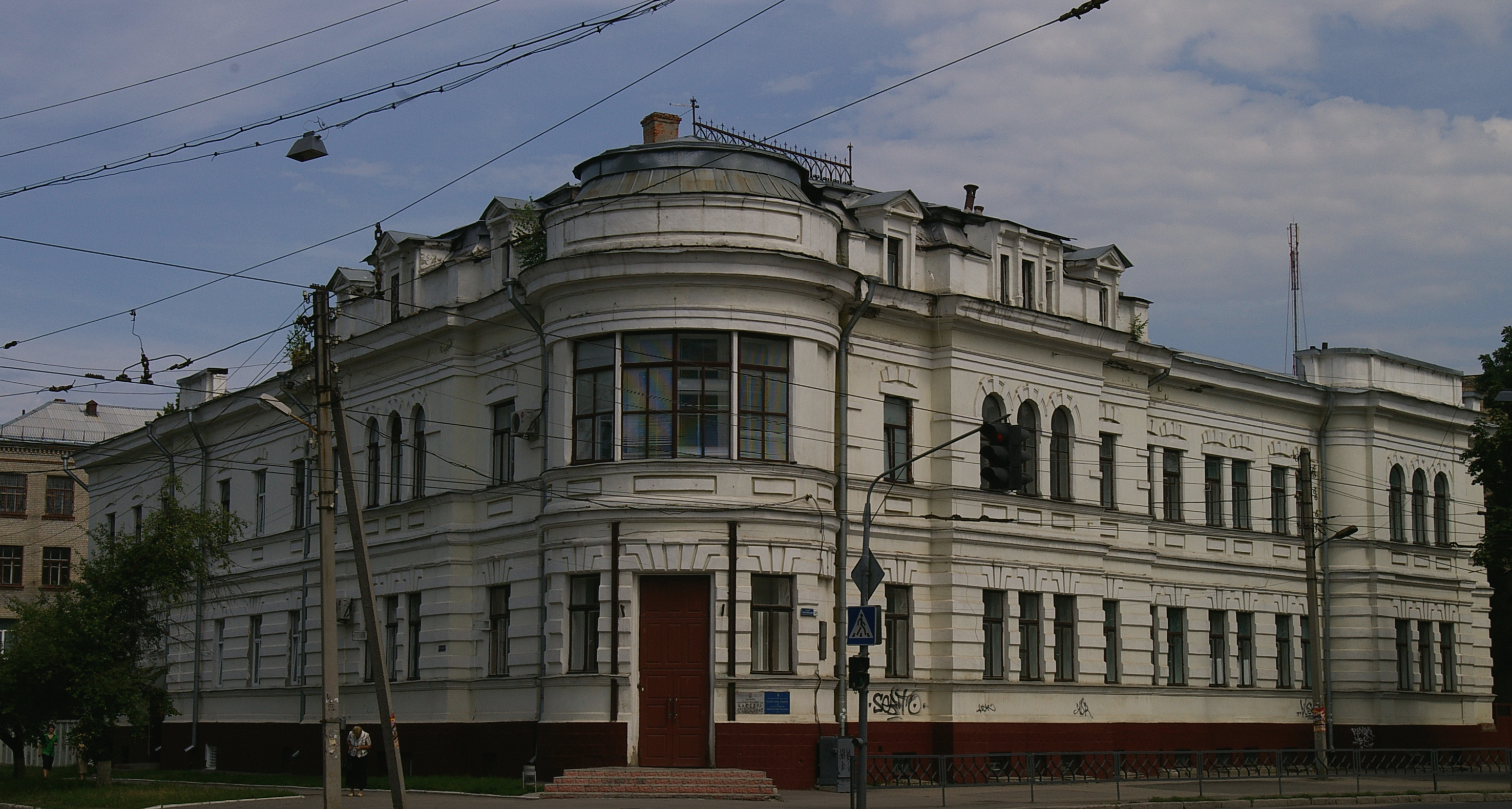
2-й пологовий будинок

- 2-й пологовий будинок (будинок № 145), побудований в 1901 році.
- 12-та міська дитяча поліклініка (будинок № 153). Поліклініка має фізіотерапевтичне та чотири педіатричних відділення.
- 20-та міська поліклініка (будинок № 179).
- Обласний клінічний центр урології та нефрології ім. В. І. Шаповала (будинок № 195). При центрі існують кафедри Харківського державного медичного університету.
- 2-га міська клінічна лікарня (будинок № 197). Лікарня має такі відділення: гастроентерологічне, патологоанатомічне, проктологічне, реанімаційне, рентгенологічне, фізіотерапевтичне, два хірургічних, ендокринологічне та травматологічне. Побудована в 1927 році як «Зразкова робоча поліклініка».
- Міський клінічний протитуберкульозний диспансер № 1 (будинок № 197).

Лікувальні установи великих підприємств:
- 17-та Харківська міська клінічна багатопрофільна лікарня (будинок № 195). Лікарня складається з семи корпусів. В яких розташовані 17 відділень. Заснована 1900 року. До революції носила назву Миколаївської лікарні.
- Медико-санітарна частина «ХТЗ» (будинок № 275). Існуючі відділення: жіноча консультація, зубопротезне, неврологічне, стоматологічне та терапевтичне.
- Медико-санітарний підрозділ «Електроважмаш» (будинок № 299).

Також на проспекті є санітарно-епідеміологічна станція Немишлянського району (будинок № 140) і три колишні державні аптеки, побудовані при СРСР.
Приватних лікувальних установ на проспекті майже немає.

### Освіта
Дошкільна освіта представлена чотирма дитячими садочками (просп. Героїв Харкова 212/1, № 208/2, № 296а та № 298а). Середню освіта забезпечують Харківський ліцей № 72 (просп. Героїв Харкова, 246) та Харківський ліцей № 155 (просп. Героїв Харкова, 318А). Також діють Харківський професійний ліцей будівництва та комунального господарства (просп. Героїв Харкова, 19), Харківський індустріально-педагогічний технікум (просп. Героїв Харкова, 24) та Харківський національний технічний університет сільського господарства імені Петра Василенка (нині Державний біотехнологічний університет) (просп. Героїв Харкова, 45), Харківський фінансово-економічний інститут (просп. Героїв Харкова, 138А) та Харківський регіональний інститут державного управління Національної академії державного управління при Президентові (просп. Героїв Харкова, 75).

### Рекреація

#### Спорт

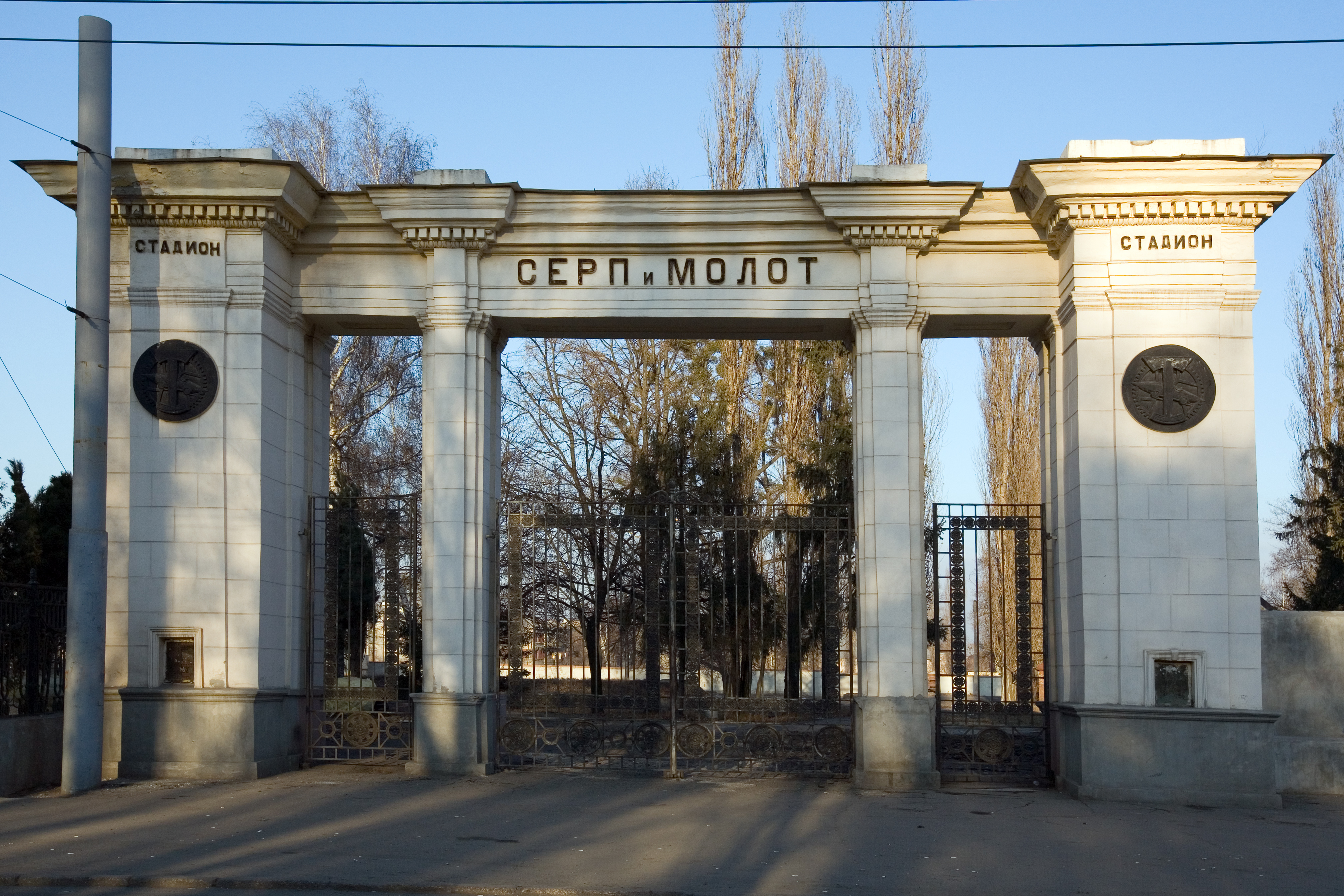
Стадіон «Серп та Молот»

Спортивні комплекси представлені Державним експериментальним навчально-спортивним центром України з легкої атлетики в місті Харкові (просп. Героїв Харкова, 246А) та обласним спортивним комплексом «ХТЗ» (просп. Героїв Харкова, 244/1. Також тут розташовано ряд спортивних товариств та організацій: Харківська обласна федерація кікбоксингу (просп. Героїв Харкова, 44), фізкультурно-спортивне товариство «Спартак» (просп. Героїв Харкова, 94) та Школа вищої спортивної майстерності Державного експериментального навчально-спортивного центру України з легкої атлетики в місті Харкові (просп. Героїв Харкова, 246А).

#### Парки та сквери
На західному березі річки Харків розташований невеликий сквер Гімназійної набережної. На майдані Героїв Небесної Сотні також розташований невеликий сквер. На майдані Захисників України розташовано сквер БК ХЕМЗ.
У районі перетину з вулицями Морозова та Енергетичною розташовано парк Машинобудівників. Парк площею 100 га створювався протягом 1934—1937 років. Уздовж алей парку висаджена липа кримська. У парку росте безліч різних видів рослин.
У районі ХТЗ між проспектом та вулицею Миру розташований парк культури та відпочинку імені Маяковського площею 80 гектар. Він був організований в 1930-х роках в засадженій деревами санітарно-захисній зоні між промисловими підприємствами, розташованими на північ від проспекту.

### Торгівля

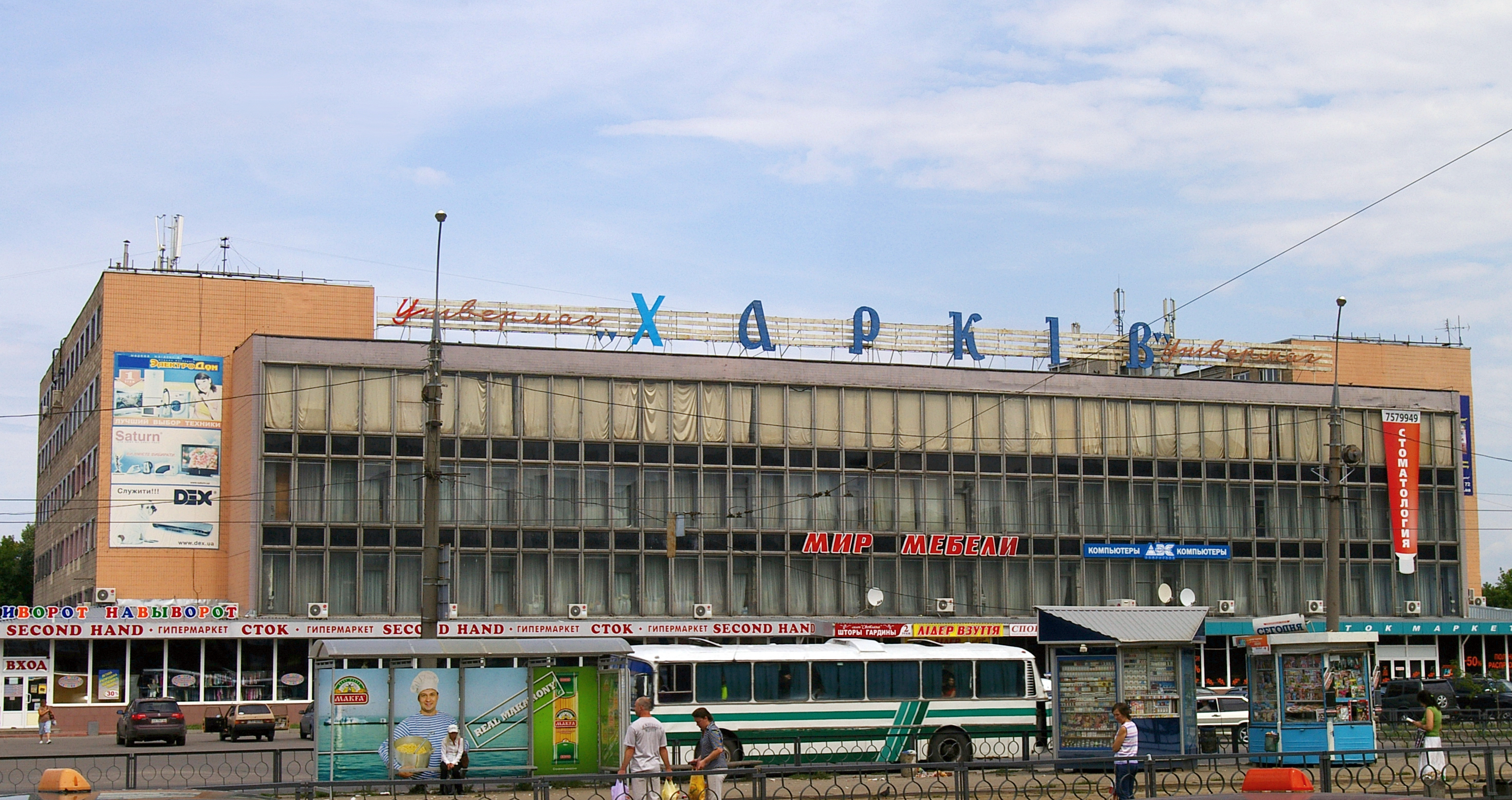

На перших поверхах багатьох будівель розташовані офіси та магазини. У радянський період найбільший магазин на проспекті було відкрито в 1968 році універмаг «Харків» (просп. Героїв Харкова, 137). Тоді це був найбільший універмаг Харкова та один з найбільших в Україні. Триповерхову будівлю споруджено за переробленим типовим проєктом та було обладнано ескалаторами та системою кондиціонування повітря. Загальна торгова площа універсаму становила 5600 м². Фасад універмагу кардинально реконструйовано навесні 2012 року, відновлено підземні пішохідні переходи від будівлі універмагу в бік станції метро та скверу.
У 1965 році було відкрито великий спеціалізований магазин «Будинок меблів» (просп. Героїв Харкова, 196А).
У 1990-х — 2000-х роках на проспекті почалося будівництво супермаркетів та торгових центрів, зокрема «МКС», «Восторг», «Таргет» (нині «Рост»), «Клас», «Мегамакс» та ін. В районі майдану Захисників України розташовано один з найстаріших ринків міста — Кінний ринок. Також виникли невеликі ринки біля виходів зі станцій метро.

## Проспект Героїв Харкова в мистецтві
Володимир Павлович Бєляєв у своєму романі «Стара фортеця», написаному в 1959, згадував Московську вулицю (ділянка проспекту від нинішньої площі Конституції до Харківського моста), помилково називаючи її Старо-Московською:
Московський проспект згадується в романі Олеся Гончара «Людина та зброя» (1960), удостоєному премії ім. Т. Г. Шевченка (1962).